# 向井康介
向井康介（むかい こうすけ、1977年 - ）は、日本の脚本家。徳島県三好市出身。

## 経歴
池田高校時代はハンドボール部に所属。大阪芸術大学在学中に山下敦弘と知り合い、二人で共同で脚本を書き始める。最近は、単独での脚本も手がける。
『リアリズムの宿』で長塚圭史が演じた坪井小介は、自身がモデルであった。
キネ旬の「オールタイムベスト映画遺産200」で山根貞男と対談した。
2014年、文化庁新進芸術家海外研修制度にて北京に留学。
2017年、咲くやこの花賞受賞。
2023年、映画「ある男」の脚本により、第46回日本アカデミー賞 最優秀脚本賞を受賞。

## 作品
特記しないものは、全て脚本での参加。

### 映画
- 鬼畜大宴会（1998年）※照明
- どんてん生活（1999年）※照明・編集兼任
- 悲しくなるほど不実な夜空に（2001年）
- ばかのハコ船（2002年）※照明・制作兼任
- リアリズムの宿（2003年）※照明兼任
- 青い車（2004年）
- くりいむレモン（2004年）
- リンダリンダリンダ（2005年）
- 松ヶ根乱射事件（2006年）
- 神童（2006年）
- 俺たちに明日はないッス（2008年）
- 色即ぜねれいしょん（2008年）
- 実験4号 It's a small world（2008年）
- ニセ札（2009年）
- あんにょん由美香（2009年）※構成協力
- マイ・バック・ページ（2011年）
- ふがいない僕は空を見た（2012年）
- BUNGO〜ささやかな欲望〜 告白する紳士たち『握った手』（2012年）
- ありふれたライブテープにFocus（2012年）※構成
- 陽だまりの彼女（2013年）
- もらとりあむタマ子（2013年）
- ピース オブ ケイク（2015年）
- 聖の青春（2016年）
- 愚行録（2017年） [3]
- MIRRORLIAR FILMS Season1「無事なる三匹プラスワン コロナ死闘篇」（2021年）- 脚本
- ある男（2022年）
- マイ・ブロークン・マリコ（2022年）

### オリジナルビデオ
- 不詳の人（2004年）
- 道（2005年）撮影兼任

### テレビドラマ
- 蒼井優×4つの嘘 カムフラージュ 第3章「アカバネ三姉妹」（2008年、WOWOW）
- 上野樹里と5つの鞄 第三話「となりのとなりのあきら」（2009年、WOWOW）
- 深夜食堂（2009年、MBS） - 第二話、第九話
- 深夜食堂2（2011年、MBS） - 第十二話、第十四話、第十七話、第十八話
- あのひとあの日（2012年、NHK佐賀放送局）
- 植木等とのぼせもん（2017年、NHK総合）
- 歪んだ波紋（2019年、NHK BSプレミアム）

### 配信ドラマ
- 東京、愛だの、恋だの（2021年、Paravi）

## 小説

### 単行本
- リンダリンダリンダ（2005年7月 竹書房文庫）- 脚本：向井康介、宮下和雅子、山下敦弘
- 猫は笑ってくれない（2018年9月 ポプラ社）
- 大阪芸大 破壊者は西からやってくる（2019年8月 東京書籍）

### 未単行本化
- 真夜中のスーパームーン（「アニメディア」2013年8月号 - 2014年7月号、学研パブリッシング）- 原案：山本寛
- あと一匙（「文學界」2014年11月号、文藝春秋）
- Nの油絵（「群像」2019年11月号、講談社）
- アミラル（「群像」2021年1月号、講談社）